# 夏希真斗
夏希 真斗（なつき まなと、10月29日 - ）は、宝塚歌劇団花組に所属する男役。
東京都府中市、東京大学教育学部附属中等教育学校出身。身長175cm。愛称は「あっしー」。

## 来歴
2017年4月、宝塚音楽学校入学。
2019年3月、宝塚音楽学校を卒業し、第105期生として宝塚歌劇団に入団。入団時の成績は2番。4月、宙組宝塚大劇場公演「オーシャンズ11」で初舞台。公演終了後、花組に配属。
2025年3 - 4月、宝塚バウホール公演「儚き星の照らす海の果てに」で男役2番手のイズメイ役に抜擢。7月、宝塚大劇場公演「悪魔城ドラキュラ」新人公演で新人公演初主演。入団7年目での待望の初主演となった。

## 主な舞台

### 初舞台
- 2019年4 - 5月、宙組『オーシャンズ11』（宝塚大劇場のみ）

### 花組時代
- 2019年8 - 11月、『A Fairy Tale -青い薔薇の精-／シャルム!』
- 2020年7 - 11月、『はいからさんが通る』[注釈 1]
- 2021年1 - 2月、『NICE WORK IF YOU CAN GET IT』（東京国際フォーラム・梅田芸術劇場） - ケニー
- 2021年4 - 7月、『アウグストゥス-尊厳ある者-／Cool Beast!!』[注釈 1]
- 2021年8 - 9月、『哀しみのコルドバ／Cool Beast!!』（全国ツアー）
- 2021年11 - 2022年2月、『元禄バロックロック／The Fascination!』- キュウゾウ、新人公演：ゲンゴエモン（本役：帆純まひろ）[注釈 2]
- 2022年3 - 4月、『冬霞の巴里』（ドラマシティ・東京建物 Brillia HALL） - 元軍人
- 2022年6 - 9月、『巡礼の年〜リスト・フェレンツ、魂の彷徨〜／Fashionable Empire』- 新人公演：ジョアキーノ・ロッシーニ（本役：一之瀬航季）[注釈 2]
- 2022年10 - 11月、『殉情』（宝塚バウホール）- 伊助[注釈 3]
- 2023年1 - 3月、『うたかたの恋／ENCHANTEMENT -華麗なる香水（パルファン）-』 - クリューガー、新人公演：クロード（本役：侑輝大弥）[注釈 4]
- 2023年5月、『舞姫』（宝塚バウホール） - カール
- 2023年7 - 10月、『鴛鴦歌合戦／GRAND MIRAGE!』 - 米屋、新人公演：遠山満右衛門（本役：綺城ひか理）
- 2023年11 - 12月、『激情／GRAND MIRAGE!』（全国ツアー）
- 2024年2 - 5月、『アルカンシェル』 - 警官、新人公演：コンラート・バルツァー（本役：輝月ゆうま）[注釈 4]
- 2024年7 - 8月、『Liefie -愛しい人-』（日本青年館ホール・ドラマシティ） - ニック
- 2024年9 - 2025年1月、『エンジェリックライ／Jubilee』- オドレル、新人公演：フェデリコ（本役：凪七瑠海）
- 2025年3 - 4月、『儚き星の照らす海の果てに』（宝塚バウホール） - ジョセフ・ブルース・イズメイ[5]
- 2025年6 - 9月、『悪魔城ドラキュラ／愛, Love Revue!』 - 魔物男、新人公演：アルカード（本役：永久輝せあ）新人公演初主演[5][6]
- 2025年11 - 12月、『Goethe!』（東京国際フォーラム・梅田芸術劇場）